# Fekete Bárányok
A KISZ által szervezett Fekete Bárányok koncerten a Beatrice, a P. Mobil és a Hobo Blues Band lépett fel, 1980. augusztus 23-án az Óbudai-szigeten, 25 ezer fős közönség előtt. (Ezen a helyszínen ez volt az első könnyűzenei esemény.) Előzenekarként a Bizottság lépett fel.
A rendezvényt az Ifjúsági Magazin és az Express Utazási Iroda is szervezte, eredetileg Élő magazin néven. A "Fekete Bárányok" elnevezést az ihlette, hogy a fellépő együttesek népszerűségük ellenére nem juthattak nagylemezhez (bár a koncert idejére a HBB első albuma már elkészült), mivel nem feleltek meg a Kádár-korszak kultúrpolitikai elvárásainak. A tűrt és a tiltott kategóriába sorolták őket.
Az eseményről rövid fekete-fehér filmfelvétel készült, amely más felvételekkel és a „Bégetés” névre keresztelt interjúkkal kiegészítve utólag DVD-n jelent meg. A 2003-as kiadás mellé CD-melléklet is járt, ami tartalmazza a P. Mobil teljes műsorát, a 2009-es dupla réteges DVD-kiadás pedig a vágatlan beszélgetést tartalmazza extraként. A többi együttesről csak bootleg formában maradtak meg korabeli amatőr hangfelvételek.
A trió három nappal később Körmenden megismételte a „Fekete Bárányok” show-t.
Egy évvel később ugyanott újra tartottak egy könnyűzenei koncertet, de akkor már a zenész szakszervezet szervezésében, több együttest bevonva, miközben éppen a Beatrice-t hagyták ki. A Szuperkoncert néven hirdetett rendezvény (amelyről Egy nap rock címmel készült film) ennél fogva nem tudott akkora sikert aratni, mint az egy évvel korábbi.

## A koncert műsora

### Beatrice
1. Intró – Jerikó (utána vágás a bootleg-felvételen)
2. Kifakult sztár
3. Motorizált nemzedék
4. Angyalföld
5. Üzenetek
6. Sánta Mária
7. Nem kell (utána vágás)
8. Nagyvárosi farkas
9. Térden állva
10. Minek él az olyan?
11. Ó, a Beatrice
12. Katicabogárka

### P. Mobil
A dalok megjelentek a 2003-as DVD-kiadás CD-mellékletén.
1. Rock and roll
2. Örökmozgó
3. Forma-1
4. Főnix éjszakája
5. Honfoglalás I-V. (ének: Tunyogi és Kékesi)
6. Miskolc
7. Csizma az asztalon (instrumentális)
8. Élsz-e még
9. Rocktóber
10. Utolsó cigaretta

### Hobo Blues Band
1. Sztárfaló
2. Adj menedéket
3. Ki vagyok én (közreműködik: Presser Gábor)
4. 3:20-as blues
5. Vörös ház (utána vágás a bootleg-felvételen)
6. Rolling Stones blues
7. Leples bitang
8. Szimpátia az ördöggel egyveleg
  1. Szimpátia az ördöggel
  2. The End
  3. 21st Century Schizoid Man
9. Ez csak rock and roll

## A DVD tartalma
1. Intro
2. HBB – Fekete bárány blues
3. Bégetés
4. Bizottság – Na ne hülyéskedj
5. Bégetés
6. HBB – Szimpátia az ördöggel
7. Bégetés
8. Beatrice – Nem kell
9. Bégetés
10. P. Mobil – Utolsó cigaretta
11. Outro

## Fellépők

### Bizottság
- Bán Mária – dob, ütőhangszerek
- Bernáthy Sándor – gitár
- feLugossy László – ének
- Szulovszky István – gitár
- Wahorn András – szaxofon, ének
- ef Zámbó István – gitár, ének

### Beatrice
- Donászy Tibor – dob, ütőhangszerek
- Lugosi László – gitár, ének
- Miklóska Lajos – basszusgitár, ének
- Nagy Feró – ének

### P. Mobil
- Bencsik Sándor – gitár
- Cserháti István – billentyűs hangszerek
- Kékesi László – basszusgitár, ének
- Mareczky István – dob, ütőhangszerek
- Schuster Lóránt – zenekarvezető, konferansz
- Tunyogi Péter – ének

### Hobo Blues Band
- Deák Bill Gyula – ének
- Földes László – ének
- Kőrös József – gitár
- Pálmai Zoltán – dob, ütőhangszerek
- Póka Egon – basszusgitár
- Szénich János – gitár

## Érdekesség
A koncerten gimnazista korában részt vett Bayer Zsolt újságíró, író, publicista, valamint osztálytársa és barátja, Semjén Zsolt teológus, szociológus, politikus is.
A koncerten a Hobo Blues Bandben doboló Pálmai Zoltán korábban a P. Mobil tagja volt, az évtized végén pedig csatlakozott a Beatricéhez, így ő az egyetlen zenész, aki mind a három „Fekete Bárány” zenekarban megfordult.